# Santa Cruz do Sul
Santa Cruz do Sul este un oraș în Rio Grande do Sul (RS), Brazilia. 